# Ґліниці-Великі
Ґліниці-Великі (пол. Glinice Wielkie) — село в Польщі, у гміні Вінниця Пултуського повіту Мазовецького воєводства.
Населення — 62 особи (2011).
У 1975-1998 роках село належало до Цехановського воєводства.

## Демографія
Демографічна структура станом на 31 березня 2011 року:
|          | Загалом | Допрацездатний вік | Працездатний вік | Постпрацездатний вік |
| -------- | ------- | ------------------ | ---------------- | -------------------- |
| Чоловіки | 30      | 8                  | 17               | 5                    |
| Жінки    | 32      | 6                  | 16               | 10                   |
| Разом    | 62      | 14                 | 33               | 15                   |